# 米哈伊尔·瓦西里耶维奇
米哈伊尔·瓦西里耶维奇（俄语：Михаил Васильевич；1331年—1373年），卡申斯基亲王（1362-1373）。他是卡申斯基的瓦西里·米哈伊洛维奇和布良斯克的埃琳娜·伊万诺夫娜公主之子。